# 당신 옆이 좋아
《당신 옆이 좋아》는 2002년 7월 1일부터 2003년 1월 31일까지 방영된 한국방송공사 1TV 일일연속극이다.

## 기획 의도
- 문희와 재희라는 대표성을 지닌 두 여성을 통해, 일과 사랑을 보다 진취적으로 보여준다.
- 가족들이 모이는 저녁 시간대임에도 불구하고, 대부분 주부들을 주시청대상으로 하고 있는 드라마에서, 젊은 세대의 여성들을 끌어드릴 수 있는 발랄하고 시대정신에 입각한 드라마를 만든다.
- 직업인으로서의 생활과 상세한 묘사, 에피소드를 통해 그 분야의 전문성과 직업적 리얼리티를 높여 시청자에게 보다 극의 현실감을 주기로 한다.

## 방송 시간
| 방송 채널 | 방송 기간                                         | 방송 시간                     | 방송 분량 |
| --------- | ------------------------------------------------- | ----------------------------- | --------- |
| KBS 1TV   | 2002년 7월 1일 ~ 2003년 1월 31일 [1회~146회] (본) | 매주 평일 저녁 8:25 ~ 밤 9:00 | 35분      |

## 등장 인물

### 주요 인물
- 하희라 : 한문희 역 - 통주상회 직원, 생활력 강한 여성
- 이재룡 : 최민성 역 - 의류회사 예진 어패럴의 기획실장, 문희의 첫사랑
- 정혜영 : 한재희 역 - 대학 4학년생, 문희의 동생
- 권해효 : 이지원 역 - 애니메이션 회사 감독

### 문희네
- 한진희 : 한근수 역 - 문희의 아버지이자 정혜의 남편
- 이효춘 : 박정혜 역 - 문희와 재희의 양모, 강희와 주희의 친모, 통주댁
- 배민희 : 한강희 역 (아역 이나리) - 문희의 여동생
- 강보경 : 한주희 역 (아역 김조은) - 문희의 막내 여동생

### 민성네
- 박인환 : 최인석 역 - 민성, 민기의 아버지, 평남방직 회장
- 박원숙 : 윤희숙 역 - 민성, 민기의 어머니, 재희의 후원인
- 손현주 : 최민기 역 - 민성의 형, 예진어패럴 이사

### 지원네
- 김창완 : 이덕수 역 - 지원의 아버지, 설도-순심과 삼각관계
- 재희 : 이상원 역 (아역 강민규) - 지원의 동생

### 그 외 인물
- 이자영 : 오금봉 역 - 말희의 딸, 민기의 연인
- 김해숙 : 강영숙 역 - 문희와 재희의 친어머니
- 반효정 : 오말희 역 - 금봉의 어머니, 매점 주인
- 연규진 : 장씨(장중훈) 역 - 책방 주인, 개성주단 직원, 말희-개성댁과 삼각관계
- 견미리 : 박순심 역 - 여인숙 주인, 몽마르뜨 운영
- 정재순 : 개성댁(홍숙자) 역 - 개성주단 사장
- 오지혜 : 황설도 역 - 최회장네 가정부, 몽마르뜨 운영
- 강인기 : 김비서 역 - 영숙의 비서
- 심형탁 : 박준호 역
- 최영완 : 박기호 역

## 시청률
- 방영 2주 만에 동시간대 MBC <인어아가씨>의 아성에 밀려[1] 줄곧 동시간대 2위를 기록했지만, 10월에 시청률 20%를 넘기며[2] 종영까지 주간 시청률 10위권에 꾸준히 랭크되었다.
- 최고 시청률은 MBC에서 중계 방송한 한국대 아르헨티나의 청소년 축구 평가전으로 인해 <인어아가씨>가 결방한 2002년 8월 22일에 기록한 30.1%(TNS미디어코리아 집계)이다.[3]

## 연장
- 당신 옆이 좋아 방영 분량이 120부작에서 26회 연장되어 146부작으로 변경 및 확정되었다.
- 2003년 1월 중순에 종영할 예정이었지만 후속작 <노란 손수건>이 캐스팅의 난항으로 어려움을 겪자 연장하여 1월 31일에 막을 내렸다.

## 수상
- 2002년 KBS 연기대상 남자 조연상 손현주
- 2002년 KBS 연기대상 여자 조연상 이자영

## 경쟁 프로그램
- 인어 아가씨 (MBC)

## 참고 사항
- 1998년 3월 막을 내린 KBS 1TV 일일극 <정 때문에> 이후 출산과 육아 문제로 방송활동을 중단했던 하희라의 안방극장 복귀작으로 화제를 모았는데, 최수종과 채시라를 주역으로 내세운 <사람의 집> (1999년) 이후 3년 만에 '스타성'과 연관이 있는 배우를 주연으로 기용했다.[4]
- 원래 제목은 '문희의 자매들'이었다.[5]
- 해당 드라마에서 커플로 나온 하희라-이재룡의 배우자인 최수종-유호정이 KBS 2TV <태양인 이제마>에 커플로 출연하여 화제가 되었다.[6] 하희라는 방송 복귀 전 마지막 작품을 함께 했던 이재룡과 또다시 부부 역할로 호흡을 맞췄다.[7]
- 2002년 4월 29일 첫 회가 나갈 예정이었지만 하희라를 제외하고 주요 배역을 맡은 배우들의 섭외에 어려움을 겪으며 7월 1일 첫 전파를 탔다. 이 과정에서 전작 <사랑은 이런거야>에 출연했던 한진희와 김해숙이 또다시 출연하였다.
- 첫 주에는 전작 <사랑은 이런거야>의 높은 인기와 하희라 효과를 내세워 비교적 선전했으나 '정감 있지만 다소 칙칙하다'는 비난을 샀으며, 둘째 주 이후부터는 자극적인 내용으로 빠르게 진행되어 온 MBC <인어 아가씨>한테 주도권을 빼앗겼다.[8]
- 두 아이의 어머니인 하희라가 드라마 초반 여고생 역할을 맡게 되어 시청자들로부터 불만이 나오자, 제작진은 하희라의 여고 시절 부분을 압축하여 서둘러 성인 부분을 만들었다.
- 여동생(한재희)이 친언니(한문희)의 남자 친구(최민성)를 빼앗기 위해 프로포즈한다는 내용[9]이 비판을 받았고, 첫사랑을 동생과 결혼시키는 아픔을 딛고 사업가로 성공하기로 설정[10]된 여주인공 한문희가 연인 최민성과의 사랑을 완성하는 것으로 대본을 수정한 바 있었다.